# 垂水広人
大津 広人（おおつ の ひろひと）、あるいは垂水 広人（たるみ の ひろひと）は飛鳥時代の貴族。姓は造、のち君。位階は不明。

## 経歴
『続日本紀』巻第二には、文武天皇の大宝元年4月（701年）に
とあり、これが唯一の広人に関する記録である。この時の遣唐使は、執節使粟田真人、大使高橋笠間（出航前に坂合部大分に交替）、副使坂合部大分（大位の巨勢邑治が昇格）から構成されており、山上憶良も参加している。通常の目的のほかに、「日本」という国号と、大宝律令の制定を伝えるという目的をも有していた。折しも、大陸では唐が断絶し、武則天による周が成立していた時期でもあった。この2日後に、遣唐使たちは拝朝している。
広人の最初の氏である大津造氏は、『続紀』巻第六によると、和銅7年6月（714年）に、一族の元休と船人が連姓を賜っている。また、広人が賜与された垂水氏は、『新撰姓氏録』「右京皇別」に「公」姓を載せており、「豊城入彦命四世孫賀表乃真稚命（かおのまわか の みこと）之後也」とあって、6世孫の阿利真公が孝徳天皇の御世に、「天下旱魃。河井涸絶」の際に高樋を作り、垂水の岡基の水を宮内に通したので、天皇はその功をよしとして、垂水公を授けた、とある。垂水氏には、「左京皇別」に同じ豊城入彦命の子孫で、上毛野氏と同祖の「垂水史氏」を載せている。